# Francisco Lopes Chaves
Francisco Lopes Chaves, 1.º barão de Santa Branca (São Paulo, ? 1809 — Jacareí, 18 de outubro de 1884), foi um nobre e político do Império do Brasil.

## Biografia
Eleito deputado provincial nas legislaturas 1846–1847 e 1848–1849, foi um dos fundadores e, por muitos anos, provedor da Santa Casa de Misericórdia de Jacareí, sendo agraciado, em 11 de setembro de 1854, pelo Imperador Dom Pedro II, com o título de Barão de Santa Branca.
Mandou construir para sua residência o Palácio do Largo da Matriz, um dos mais imponentes monumentos arquitetônicos do Vale do Paraíba, que mais tarde fora adquirido pela Malharia Nossa Senhora da Conceição e depois, infelizmente, demolido.
Casou-se com Gertrudes de Carvalho Lopes Chaves, com quem teve os seguintes filhos: Francisco Lopes Chaves, 2.º Barão de Santa Branca, Licínio Lopes Chaves, 2.º Barão de Jacareí, Joaquim Lopes Chaves (senador da República entre 1903 e 1909) e Marcelina Lopes Chaves, casada com Américo Brasiliense de Almeida Melo, bacharel da Faculdade de Direito do Largo de São Francisco e presidente do Estado de São Paulo.